# Diego Ribon
Diego Ribon (Venezia, 14 febbraio 1960) è un attore italiano.

## Filmografia

### Cinema
- Good Morning Babilonia, regia di Paolo e Vittorio Taviani (1987)
- Il bosco 1, regia di Andrea Marfori (1988)
- Io, Peter Pan, regia di Enzo Decaro (1989)
- Francesco, regia di Liliana Cavani (1989)
- Il cielo è sempre più blu, regia di Antonello Grimaldi (1996)
- Il principe di Homburg, regia di Marco Bellocchio (1997)
- Ricette d'amore, regia di Sandra Nettelbeck (2001)
- Un viaggio chiamato amore, regia di Michele Placido (2002)
- Le conseguenze dell'amore, regia di Paolo Sorrentino (2004)
- Apnea, regia di Roberto Dordit (2005)
- Piccola patria, regia di Alessandro Rossetto (2013)
- La foresta di ghiaccio, regia di Claudio Noce (2014)
- Gli ultimi saranno ultimi, regia di Massimiliano Bruno (2015)
- Effetto Domino, regia di Alessandro Rossetto (2019)
- The Italian Banker, regia di Alessandro Rossetto (2021)
- Per niente al mondo, regia di Ciro D'Emilio (2022)
- Un mondo fantastico, regia di Michele Rovini (2022)
- Siccità, regia di Paolo Virzì (2022)
- Elisa, regia di Leonardo Di Costanzo (2025)

### Televisione
- De Gasperi - L'uomo della speranza, regia di Liliana Cavani – miniserie TV (2005)
- R.I.S. - Delitti imperfetti – serie TV, 7 episodi (2005)
- R.I.S. 2 - Delitti imperfetti – serie TV, 5 episodi (2006)
- R.I.S. 3 - Delitti imperfetti – serie TV, 7 episodi (2007)
- R.I.S. 4 - Delitti imperfetti – serie TV, 11 episodi (2008)
- Einstein, regia di Liliana Cavani – miniserie TV, episodio 2 (2008)
- R.I.S. 5 - Delitti imperfetti – serie TV, 7 episodi (2009)
- Il tredicesimo apostolo – serie TV, episodio 2x09 (2014)
- Non uccidere – serie TV, episodio 1x03 (2015)
- Lea, regia di Marco Tullio Giordana – film TV (2015)
- Un passo dal cielo 3 – serie TV, episodio 6 (2015)
- Il nido, regia di Klaudia Reynicke-Candeloro – film TV (2016)
- Suburra - La serie – serie TV, 4 episodi (2017-2019)
- Nero a metà – serie TV, episodi 1x04-1x05-1x07 (2018)
- Il silenzio dell'acqua – serie TV (2019)
- Volevo fare la rockstar – serie TV, 12 episodi (2019)
- Petra – serie TV, episodi 1x01-1x04 (2020)
- Rocco Schiavone – serie TV, episodio 4x02 (2021)
- Alfredino - Una storia italiana, regia di Marco Pontecorvo – miniserie TV, 3 episodi (2021)
- Blanca – serie TV, episodio 1x03 (2021)
- Monterossi – serie TV (2022-2023)
- Nettare degli Dei - serie TV (2023)
- Doc - Nelle tue mani 3 – serie TV (2024)
- Stucky – serie TV (2024)
- Doppio gioco, regia di Andrea Molaioli – miniserie TV (2025)

## Doppiatore
- Dominic West in 300